# Rio do Ouro (Saara)

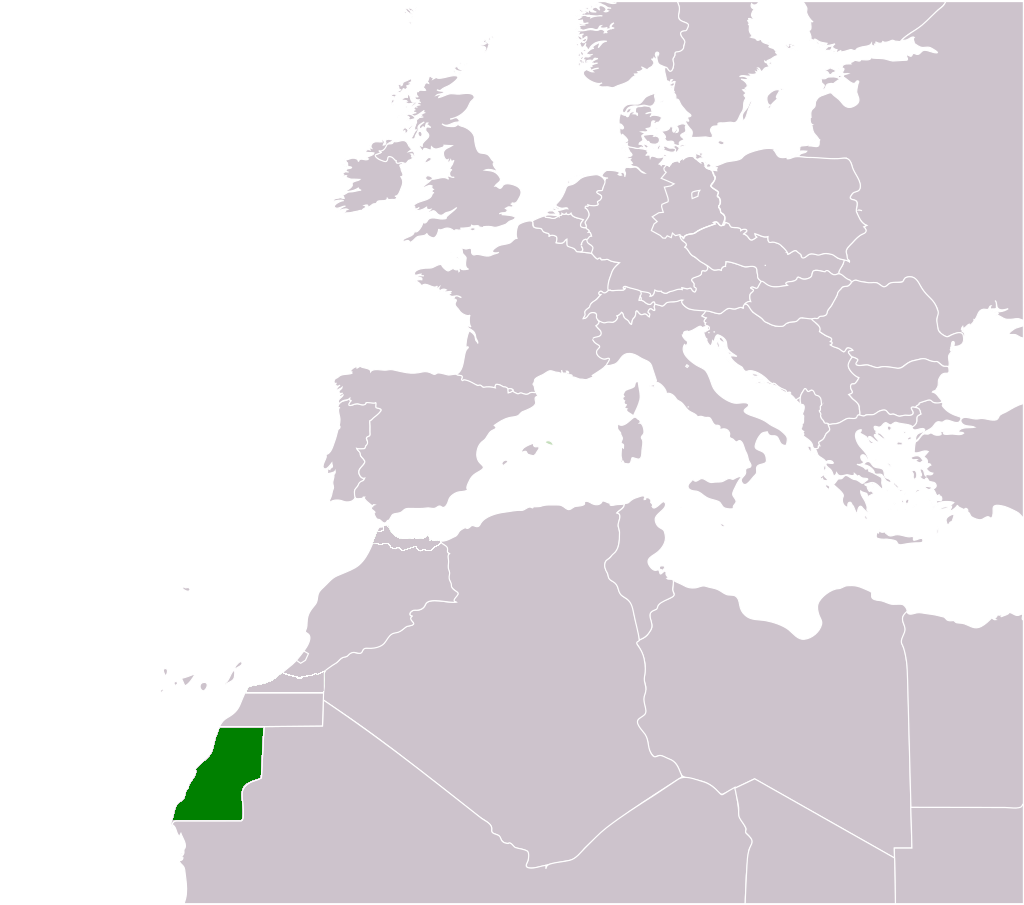
Localização do território do Rio do Ouro.

A Colónia do Rio do Ouro (em castelhano: Colonia del Río de Oro) era a designação de um dos territórios que faziam parte do Saara Espanhol, hoje Saara Ocidental.
Abrangia uma área de 184 000 km², ocupando a zona centro e sul do Saara Espanhol. A capital era Villa Cisneros (Dakhla).

## Fronteiras
O paralelo 26º servia como fronteira norte, com o território do Saguia el Hamra. O limite sul era o Cabo Branco, que forma uma península em que se encontra a cidade de Guara. A sul e a leste fronteira era a Mauritânia. A oeste tinha o Oceano Atlântico.

## História
A parte sul foi anexada pela Mauritânia em 1976, porém em 1979 a Mauritânia retirou-se de todo o território que haviam ocupado do Saara Ocidental. A fronteira entre a Mauritânia e Marrocos de 1976 a 1979, era uma linha que começava ao norte de Villa Cisneros na costa, na latitude 24º, e seguia até à fronteira com a Mauritânia.

## Demografia
Segundo os censos realizados pelas autoridades espanholas, a população distribuía-se da seguinte forma:

Colónias e protetorados no nordeste da África

| Cidade de:     |          | 1970  | 1967  | 1960  | 1950  |
| -------------- | -------- | ----- | ----- | ----- | ----- |
| Villa Cisneros | Naturais | 2 832 | 2 364 | 1 332 | 577   |
| Villa Cisneros | Europeus | 3 722 | 3 090 | 629   | 434   |
| Villa Cisneros | Total    | 6 554 | 5 454 | 1 961 | 1 011 |
| Guara          | Naturais | 606   | 501   | -     | 148   |
| Guara          | Europeus | 284   | 249   | -     | 53    |
| Guara          | Total    | 890   | 750   | -     | 201   |

### Tribos
As principais tribos da região do Rio do Ouro eram os: Ulad Delim, os Regueibat Sahel, os  Larosiien e os Ulad Tidrarín.

## Transportes
A cidade de Villa Cisneros contava com um aeroporto com linhas regulares.